# Haringkaken

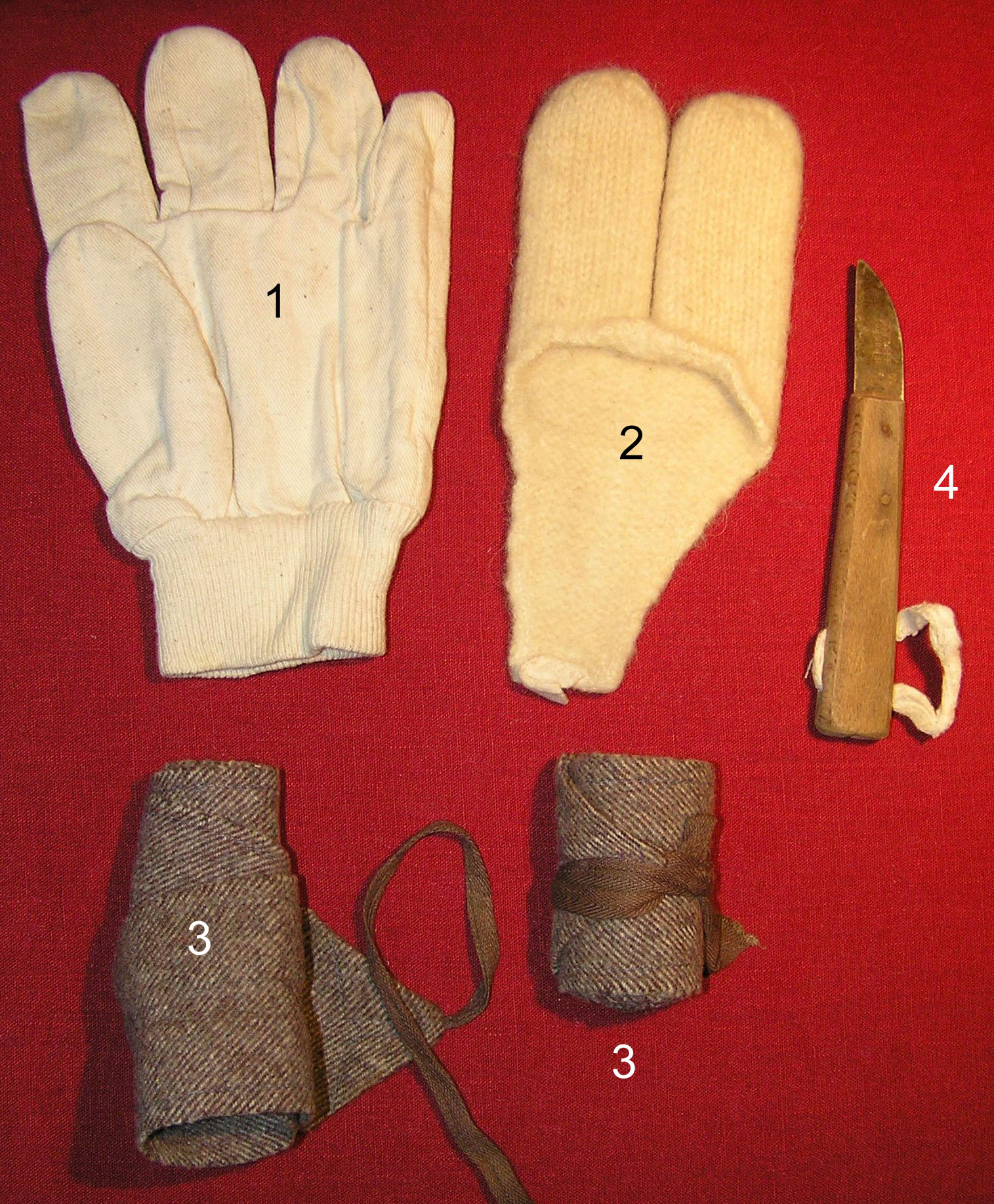
Uitrusting voor het haring kaken zoals in 1966 in gebruik op een West-Duitse logger

Haring kaken (of het haringkaken) is een bewerking waarbij een deel van de ingewanden en de kieuwen van  gevangen haring weggesneden wordt. Dit heeft als doel de vis langer houdbaar te maken en hem minder bitter te laten smaken. Volgens overlevering zou Willem Beukelszoon, een visser uit Biervliet, deze bewerking in de veertiende eeuw hebben bedacht en toegepast.

## Bewerking
Bij het kaken worden met een speciaal mesje de kieuwen en de ingewanden van de haring verwijderd, op de alvleesklier na. Enzymen uit de alvleesklier laten de haring 'rijpen', waarbij de typische haringsmaak ontstaat.
Hollandse Nieuwe wordt in mei en juni gevangen. Dit is de periode waarin de haring op zijn vetst is. In april is de haring nog niet vet genoeg; in juli begint de haring hom of kuit te vormen. De alvleesklier is groot genoeg en bevat voldoende enzymen om de haring goed te laten rijpen. Door hem meer of minder te zouten wordt de snelheid van het rijpingsproces geregeld; meer zout vertraagt het proces. Ook de temperatuur is van invloed: bij invriezen komt het proces vrijwel tot stilstand zodat de haring ook nog ver buiten het seizoen kan worden gegeten.
De naam 'maatjesharing' (in het Duits verbasterd tot: Matjes) is, naar men veronderstelt, afgeleid van 'maagdenharing'. Hierbij is de aanduiding 'maagdelijk' wellicht te relateren aan het moment van vangst waarbij zich nog geen hom of kuit heeft gevormd.

## Geschiedenis
Over het moment waarop men is overgegaan op het kaken van haring bestaat veel onduidelijkheid. Voorafgaand aan het kaken schijnt men haring ongekaakt te hebben gezouten en verpakt in tonnen. Dit heeft mogelijk bijgedragen tot de onjuiste aanname dat gezouten haring dús gekaakte haring zou zijn. Dit zouten van haring, zonder haar voorafgaand te hebben gekaakt, werd 'steuren' genoemd.
Zoveel is duidelijk dat men het kaken in de loop van de veertiende eeuw is gaan toepassen. Men kent de bezigheid toe aan de toenmalige gebieden waar de haringvisserij plaatsvond, namelijk Vlaanderen en Zeeland. In hoeverre het toen al aan boord van schepen plaatsvond, blijft onbeantwoord; gezien de geringe omvang van de toenmalige vissersscheepjes lijkt het aan boord kaken van de vangst onwaarschijnlijk.
Tussen 1752 en 1857 (met uitzondering van de periode van de Bataafse Republiek) stond de Nederlandse Visserijwet niet toe dat schepen uit andere plaatsen dan Rotterdam, Schiedam, Brielle, Delft en Enkhuizen de haring aan boord kaakten. De overige plaatsen van De Zijde die aan haringvangst deden mochten slechts steurharing aan land brengen.